# Комодоро-Рівадавія
Комодо́ро-Рівада́вія (ісп. Comodoro Rivadavia), або скорочено Комодоро — найбільше місто в аргентинській провінції Чубут і центр департаменту Ескаланте. Один із найбільших нафто- і газовидобувних центрів Аргентини.

## Історія

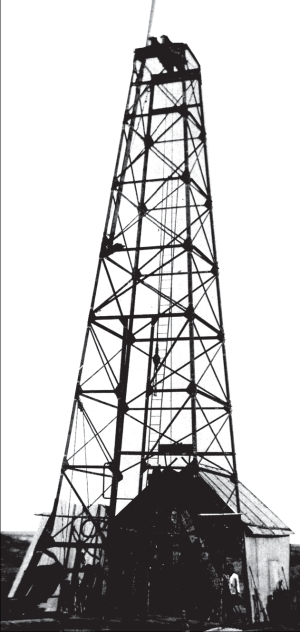
Перша нафтова вишка. 1907 рік

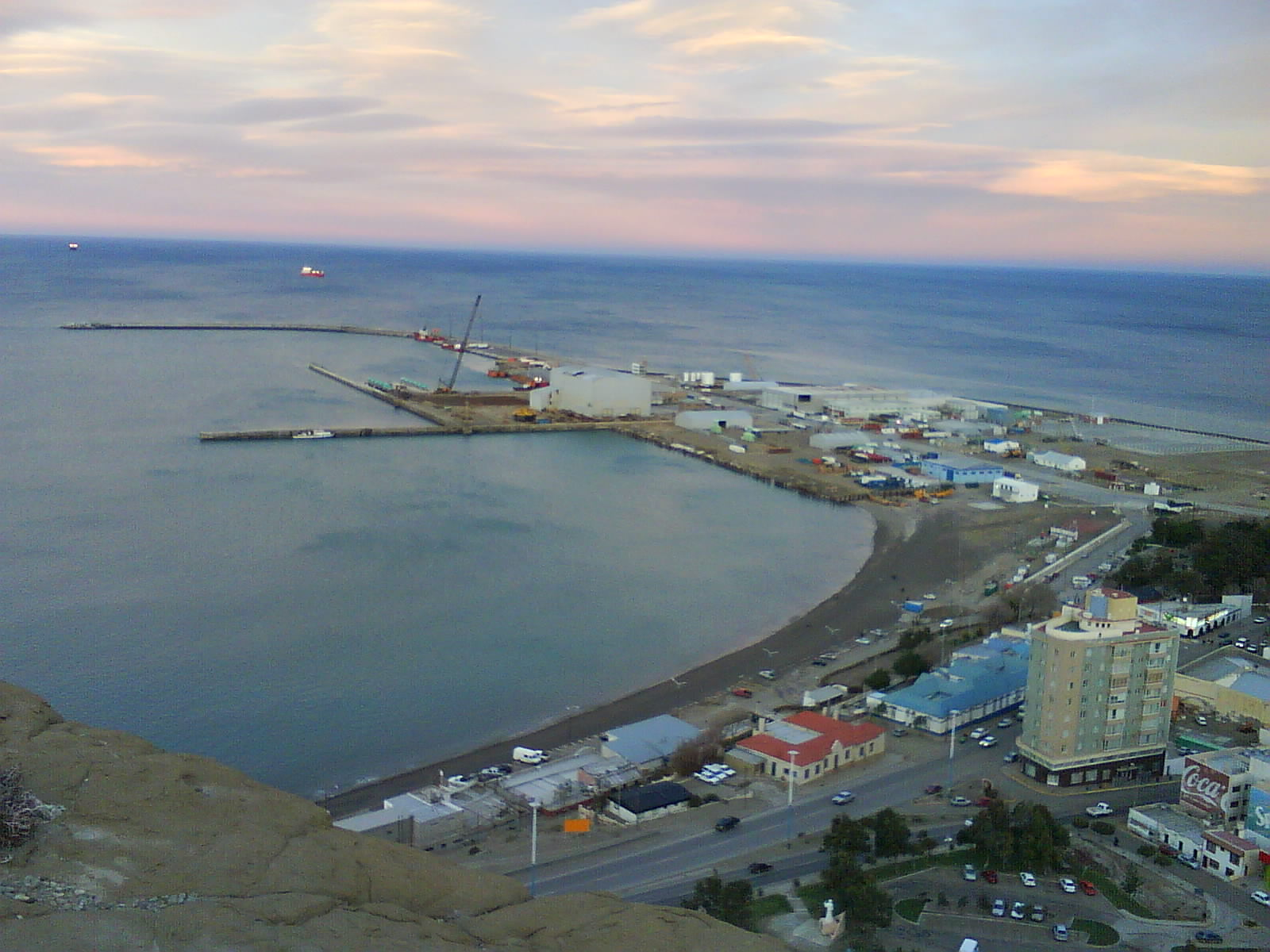
Порт міста

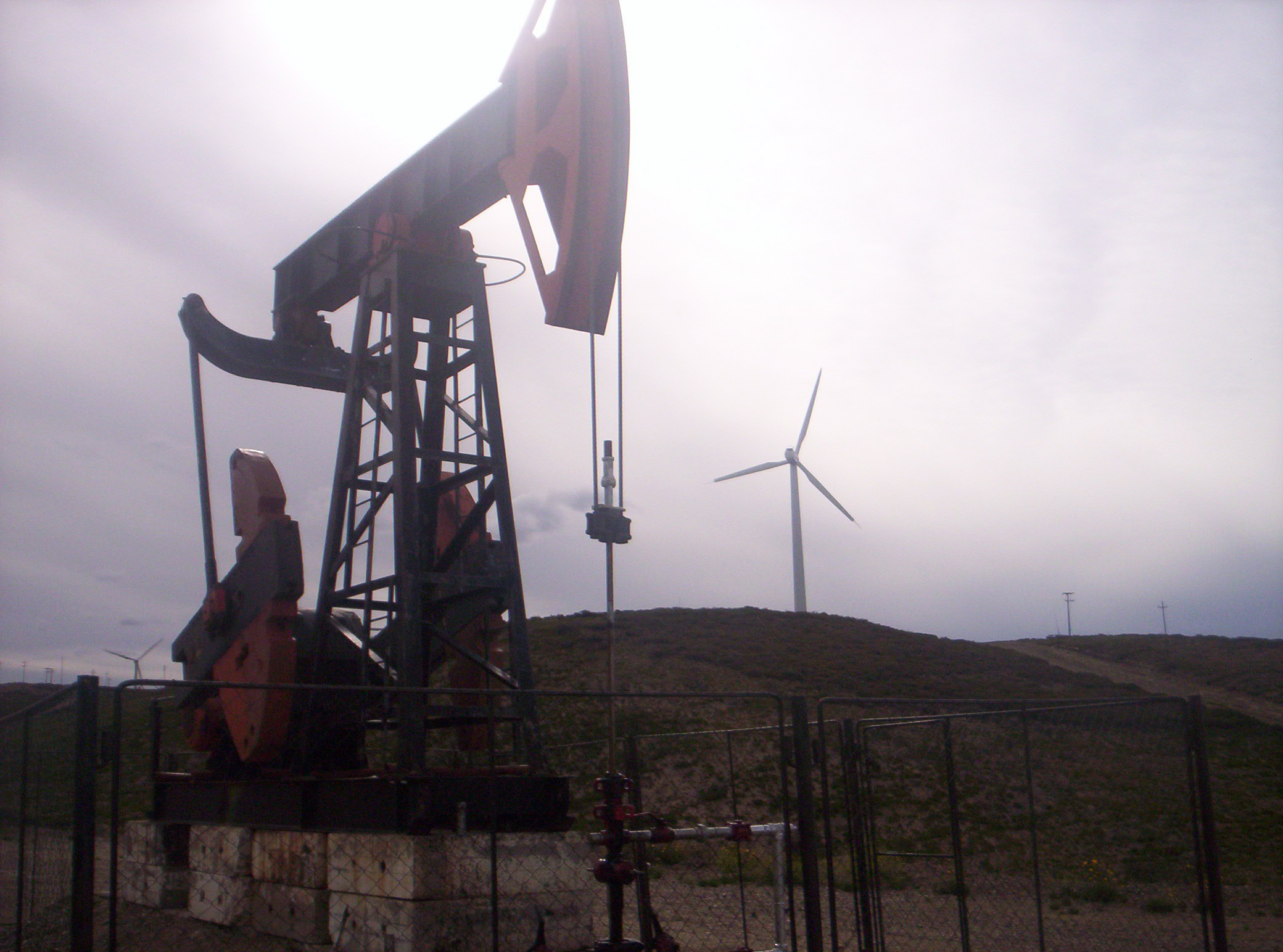
Нафтова вишка і вітрогенератор

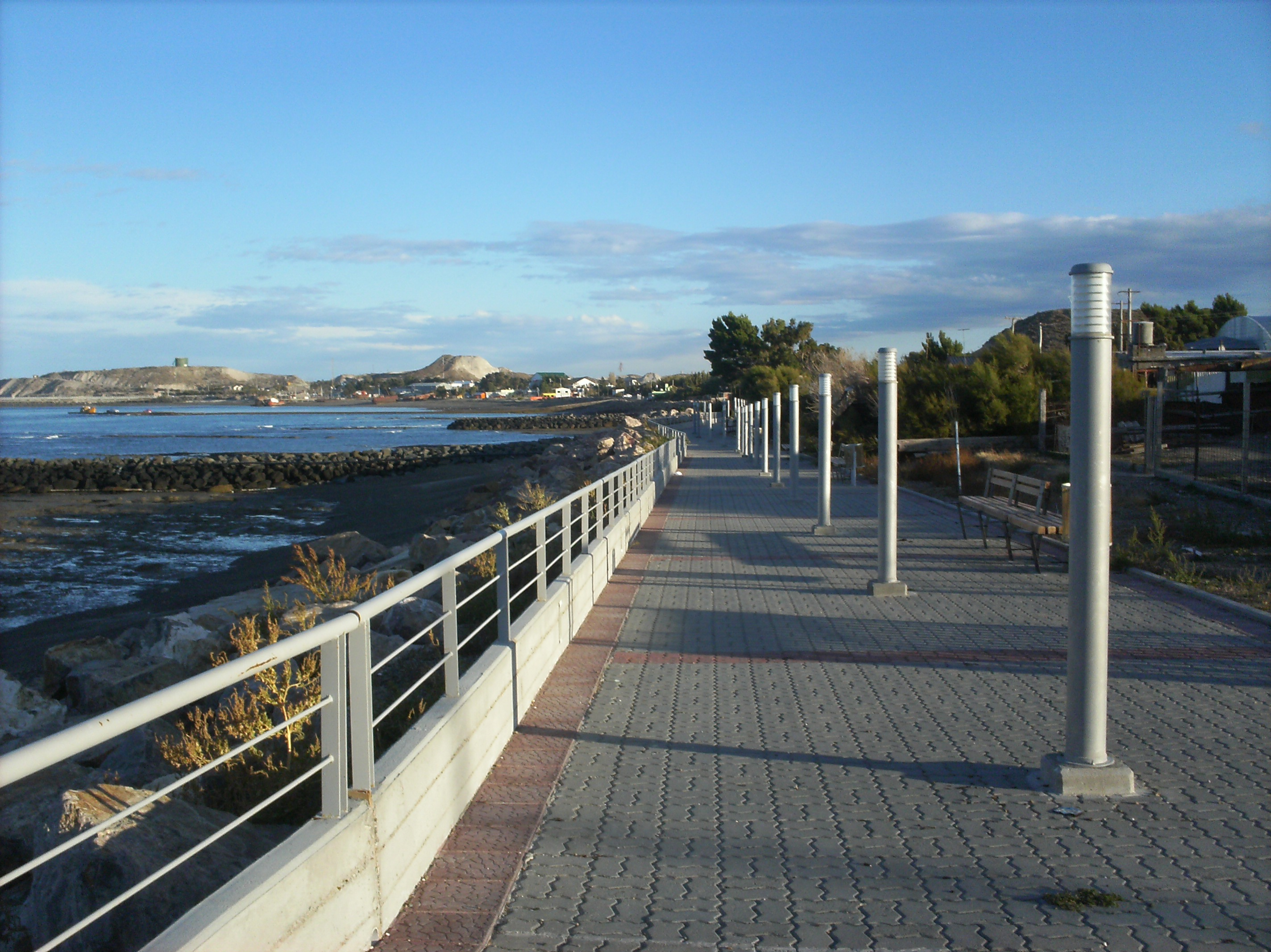
Набережна

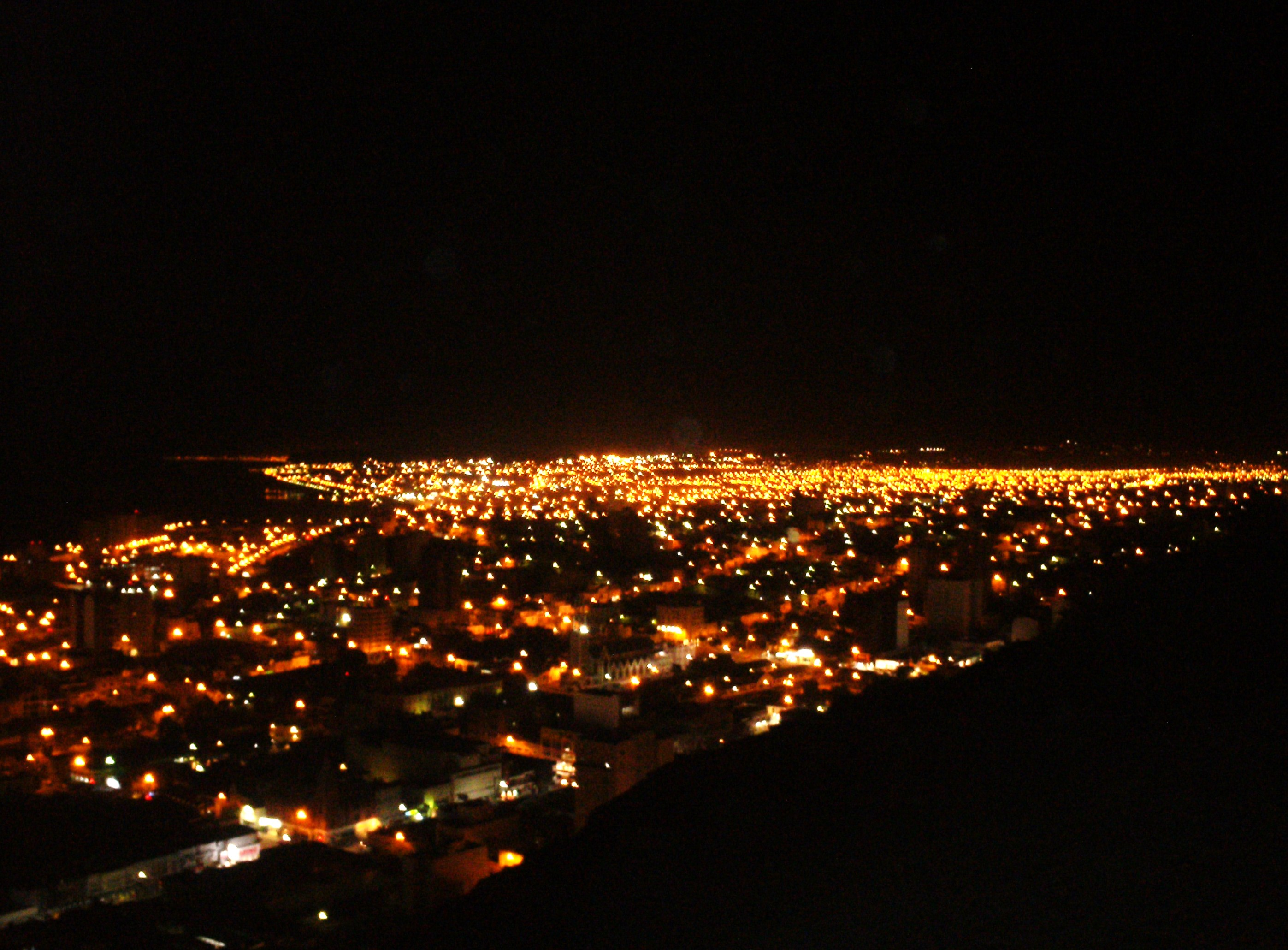
Сучасне місто

1898 року до новоствореного містечка Колонія-Пасторіль-Сарм'єнто (ісп. Colonia Pastoril Sarmiento) прибула група іммігрантів валлійського походження. Завдяки цьому у поселенні було збудовано морський порт, звідки відправлялася сільськогосподарська продукція регіону. 23 лютого 1901 року декрет уряду Аргентини узаконив заснування портового містечка, давши йому ім'я Комодоро-Рівадавія на честь моряка Мартіна Рівадавії, який проводив заміри глибини затоки Сан-Хорхе у 1892 році.
4 червня 1902 року до міста прибула велика група біженців з Південної Африки.
12 грудня 1907 року під час спроби пробурити артезіанську свердловину на глибині 500 м було знайдено нафту. 1911 року у місті розпочався видобуток нафти у промислових масштабах. 1922 року у місті було створено компанію YPF, одну з найбільших нафтових компаній у світі на сьогоднішній день. Невдовзі місто здобуло славу національної нафтової столиці.
Нафтовидобувні компанії вкладали значні кошти у розвиток інфраструктури міста. Будувалися житлові будинки, спортивні клуби, парки, кінотеатри, ресторани, школи, шпиталі і лінії громадського транспорту.
1908 року до міста було проведено залізницю, завдяки чому економіка міста отримала значний поштовх для розвитку.
1911 року у Комодоро-Рівадавія було створено муніципалітет.
1934 року у місті було збудовано Іспанський кінотеатр (ісп. Cine Teatro Español), перший у місті, який став однією з найкрасивіших споруд регіону.
1938 року було відкрито першу радіостанцію.
Законом від 31 травня 1944 року було створено Військове Губернаторство Комодоро-Рівадавія (ісп. Gobernación Militar de Comodoro Rivadavia) зі столицею в однойменному місті. Під його юрисдикцію підпала територія півдня провінції Чубут і північ провінції Санта-Крус. Статус столиці значно посприяв розвитку міста. Військове Губернаторство проіснувало до 28 червня 1955 року, коли його територію було розподілено згідно з сучасним адміністративним поділом Аргентини. Водночас навіть після цього подавалися різні пропозиції для збереження столичного статусу міста.
Хоча місто втратило свою провідну роль, вже незабаром воно знову процвітало завдяки зоні вільної торгівлі, створеної 1957 року на південь від 42-ї паралелі.
1958 року президентом Артуро Фрондісі було висунуто гасло досягнення самозабезпечення країни нафтою власного видобутку. Під цим гаслом було розпочато так звану Боротьбу за нафту (ісп. La batalla del petróleo), яка дала поштовх економіці Аргентини і, особливо, нафтовидобувному регіону Комодоро-Рівадавія, де розпочався нафтовий бум. До міста прибула значна кількість мігрантів, були збудовані підприємства текстильної, рибної, лісової промисловості, виробництво пластмас тощо. Бум тривав до 1963 року, коли зону вільної торгівлі було скасовано. Добробут міста різко знизився, зросло безробіття.
У 1970-х роках у Комодоро-Рівадавія активно йшло будівництво, також розпочало мовлення телебачення. Після голодування студентів Університету Сан Хуан Боско у місті було створено державний виш у 1974 році.
1975 року терористична організація Антикомуністичний Альянс Аргентини здійснила у місті кілька терактів.
Друга половина 1970-тих років була дуже важкою для міста. У країні діяла військова диктатура, здійснювалися арешти та реорганізація промисловості, у результаті якої були закриті залізниця та багато підприємств міста, зокрема цинковий завод.
1979 року салезіанський приватний університет Сан Хуан Боско було об'єднано із державним і створено Національний університет Патагонії.
1980-ті роки у місті були нестабільні і не принесли значного економічного процвітання.
1981 року у Комодоро-Рівадавія було відкрито перший вітрогенератор у Латинській Америці.
Під час Фолклендської війни 1982 року Комодоро-Рівадавія став відправною базою для військових.
1987 року у місті відкрився Національний музей нафти.
Унаслідок війни у Перській затоці 1991 року і збільшення цін на нафту добробут міста почав активно зростати. 1992 року було приватизовано одне з найголовніших підприємств регіону YPF, що спричинило глибоку кризу і найбільший у країні рівень безробіття у 13,9 %. У 2001 році 23,5 % мешканців Комодоро-Рівадавія жили за межею бідності.
У 1993—1997 роках поблизу міста було споруджено 10 вітрогенераторів, які дали електроенергію 7000 осель.
12 лютого 1995 року у місті відбувся зсув ґрунту, який зруйнував національну автотрасу № 3, яка сполучала його з рештою країни, і телефонні лінії.
15 вересня 1995 року у Комодоро-Рівадавія відбулися велелюдні громадські протести проти політики уряду, у яких взяли участь 4 000 осіб. Протестанти увірвалися до міської ради, розгромили її і спробували побити депутатів. Заворушення отримали назву Комодорасо (ісп. Comodorazo) і досягли прийняття усіх вимог протестувальників.
12 жовтня 1996 року у місті було відкрито новий порт.
У 2007—2008 роках у Комодоро-Рівадавія і всій Патагонії спостерігалася значна інфляція, а в 2008 році розпочалася фінансова криза. Видобуток нафти і вилов риби у місті зменшився. Наприкінці 2009 року економіка міста знову почала повільно зростати. Рівень безробіття досяг найменшою у країні рівня — 3,6 %.
У лютому 2010 року у місті пройшла сильна гроза, коли випала половина річної норми опадів. 4 особи загинули.

## Клімат
Клімат міста посушливий. Переважають західні вітри із середньою швидкістю 42 км/год. Абсолютний максимум температури за період спостереження з 1961 по 1990 роки 39,4 °C, абсолютний мінімум −8,5 °C.
| Клімат Комодоро-Рівадавія (1961—1990) | Клімат Комодоро-Рівадавія (1961—1990) | Клімат Комодоро-Рівадавія (1961—1990) | Клімат Комодоро-Рівадавія (1961—1990) | Клімат Комодоро-Рівадавія (1961—1990) | Клімат Комодоро-Рівадавія (1961—1990) | Клімат Комодоро-Рівадавія (1961—1990) | Клімат Комодоро-Рівадавія (1961—1990) | Клімат Комодоро-Рівадавія (1961—1990) | Клімат Комодоро-Рівадавія (1961—1990) | Клімат Комодоро-Рівадавія (1961—1990) | Клімат Комодоро-Рівадавія (1961—1990) | Клімат Комодоро-Рівадавія (1961—1990) | Клімат Комодоро-Рівадавія (1961—1990) |
| Показник | Січ.                                  | Лют.                                  | Бер.                                  | Квіт.                                 | Трав.                                 | Черв.                                 | Лип.                                  | Серп.                                 | Вер.                                  | Жовт.                                 | Лист.                                 | Груд.                                 | Рік                                   |
| Абсолютний максимум, °C | 40,2                                  | 39,5                                  | 39,2                                  | 31,6                                  | 25,7                                  | 22,6                                  | 22,8                                  | 24,7                                  | 29,7                                  | 32,0                                  | 35,5                                  | 38,6                                  | 40,2                                  |
| Середній максимум, °C | 25,6                                  | 24,8                                  | 22,2                                  | 18,5                                  | 14,1                                  | 10,9                                  | 10,5                                  | 12,4                                  | 15,4                                  | 18,6                                  | 22,1                                  | 24,2                                  | 18,3                                  |
| Середня температура, °C | 19,1                                  | 18,4                                  | 16,1                                  | 12,9                                  | 9,5                                   | 6,8                                   | 6,4                                   | 7,7                                   | 9,9                                   | 12,7                                  | 15,9                                  | 17,9                                  | 12,8                                  |
| Середній мінімум, °C | 13,2                                  | 12,7                                  | 10,9                                  | 8,4                                   | 5,6                                   | 3,1                                   | 2,8                                   | 3,6                                   | 5,1                                   | 7,2                                   | 10,1                                  | 11,9                                  | 7,9                                   |
| Абсолютний мінімум, °C | 3,9                                   | 2,6                                   | 0,3                                   | −4,1                                  | −4,9                                  | −8,5                                  | −7,6                                  | −5,4                                  | −5,7                                  | −1,8                                  | 0,2                                   | 2,0                                   | −8,5                                  |
| Середня кількість сонячних годин на місяць | 241,8                                 | 218,4                                 | 182,9                                 | 147,0                                 | 127,1                                 | 114,0                                 | 114,7                                 | 136,4                                 | 150,0                                 | 195,3                                 | 234,0                                 | 235,6                                 | 2097,2                                |
| Норма опадів, мм | 16.2                                  | 15.0                                  | 20.7                                  | 23.3                                  | 31.7                                  | 25.3                                  | 28.7                                  | 25.0                                  | 12.3                                  | 14.9                                  | 10.6                                  | 15.0                                  | 238.7                                 |
| Днів з опадами | 4                                     | 4                                     | 4                                     | 5                                     | 7                                     | 6                                     | 6                                     | 6                                     | 5                                     | 5                                     | 4                                     | 5                                     | 61                                    |
| Вологість повітря, % | 40                                    | 43                                    | 47                                    | 50                                    | 59                                    | 61                                    | 60                                    | 56                                    | 51                                    | 47                                    | 42                                    | 40                                    | 50                                    |
| --- | ------------------------------------- | ------------------------------------- | ------------------------------------- | ------------------------------------- | ------------------------------------- | ------------------------------------- | ------------------------------------- | ------------------------------------- | ------------------------------------- | ------------------------------------- | ------------------------------------- | ------------------------------------- | ------------------------------------- |
| Джерело: NOAA, Meteo Climat (record highs and lows), Secretaria de Mineria (May and November record high, and April, May, July, and August record lows only), Servicio Meteorológico Nacional (precipitation days 1961—1990) |                                       |                                       |                                       |                                       |                                       |                                       |                                       |                                       |                                       |                                       |                                       |                                       |                                       |

## Міста-побратими
- Франція, Брест[11]
- Чилі, Кояїке
- Чилі, Пуерто-Чакабуко